# Finte (Fisch)
Die Finte (Alosa fallax), auch Elben genannt, gehört zu den Heringsartigen (Clupeiformes) und ist eine anadrome Wanderfischart. Sie wird um die 55 cm lang und etwa 2 kg schwer. Sie unterscheidet sich durch die Anzahl der Kiemenreusendorne (35–60) vom Maifisch (90–155), wobei die Zahl der Punkte hinter dem Kiemendeckel kein zuverlässiges Unterscheidungskriterium ist (Hass, 1965).

## Verbreitung
Die Finte kommt in den Küstengewässern des nordöstlichen Atlantik von der Küste Marokkos bis an die Küste Norwegens auf die Höhe von Bergen, in der Nordsee und der südlichen Ostsee bis nach Stockholm vor. Im Mittelmeer und im Schwarzen Meer lebt die Unterart Alosa fallax nilotica. Zwei weitere Unterarten sind reine Süßwasserformen. Alosa fallax killarnensis lebt in den Seen bei Killarney in Irland und Alosa fallax lacustris lebt im Lago Maggiore, im Luganersee, im Comer See, im Gardasee und im Iseosee. Wegen rückläufiger Bestände ist diese Wanderfischart in den Anhang der FFH-Richtlinie aufgenommen worden.

## Lebensweise
Finten ernähren sich von kleinen planktonischen Krebstieren. Die marinen Formen steigen zum Laichen in Flüsse auf. Im Alter von 2 bis 3 Jahren werden sie bei einer Länge von ca. 30 Zentimeter geschlechtsreif. Zur Laichzeit im Mai, Juni und Juli sammeln sich die Finten in den Flussmündungen und ziehen anschließend in die Unterläufe der Flüsse. Aus 80.000 bis 200.000 Eiern pro Weibchen schlüpfen nach 3 bis 8 Tagen die Larven.